# Louis Gassin
Pour les articles homonymes, voir Gassin (homonymie).
Louis Gassin (né le 8 janvier 1865 à Nice, 66 place d'Armes, de François, âgé de 50 ans, né à Nice, vermicellier, et de Françoise Caroline Joséphine Spinetta, 33 ans, née à Nice, ménagère ; mort le 28 août 1940 villa « Casa Vecchia », avenue Urbain Bosio à Nice) est un homme politique et avocat français.
Brillant avocat, il s'intéresse très vite à la politique. Sa plus grande consécration fut son élection au poste de président du conseil général des Alpes-Maritimes.
Il avait épousé Marie Dolorès Mercédès Albertine Marguerite de Luserna.

## Mandats
- Adjoint au maire de Nice.
- 1907 : Élu conseiller général du canton Ouest de Nice.
- 1908 : Premier adjoint au maire de Nice.
- 1926-1931 : Président du conseil général des Alpes-Maritimes.

## Honneurs

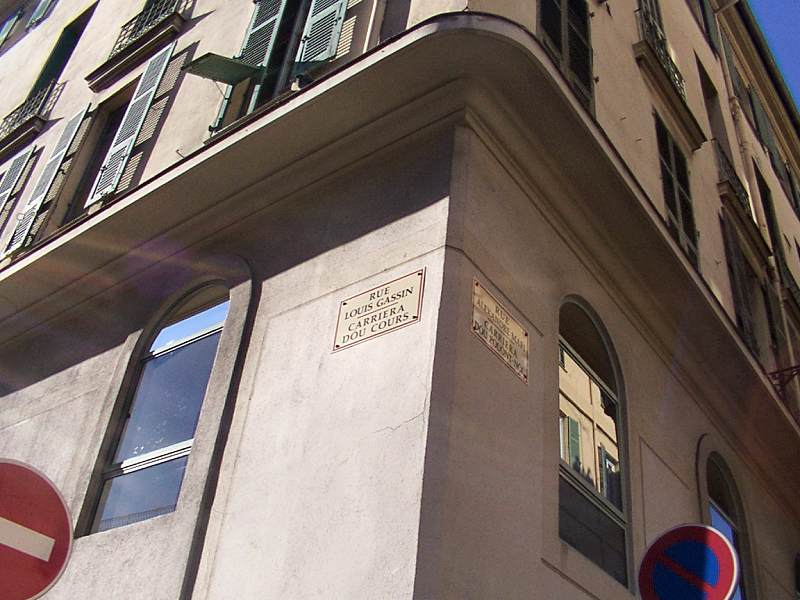
Plaque de rue de la rue Louis-Gassin.

À Nice, une rue Louis-Gassin perpétue le souvenir de cet élu local. Cette voie a été prolongée au-delà de la rue Saint-François-de-Paule par un passage sous les Terrasses souvent appelé « passage Louis-Gassin » ou « passage Gassin » et qui débouche sur le quai des États-Unis.